# Elezioni generali in Bolivia del 1993
Le elezioni generali in Bolivia del 1993 si tennero il 6 giugno per l'elezione del Presidente e il rinnovo dell'Assemblea legislativa plurinazionale (Camera dei deputati e Senato).
Poiché nessun candidato alla carica di Presidente aveva ottenuto la maggioranza assoluta dei voti, l'Assemblea procedette al ballottaggio tra Gonzalo Sánchez de Lozada e Hugo Banzer Suárez: fu così eletto Sánchez de Lozada, che ottenne 97 voti.

## Risultati
| Liste                                                                       | Candidati                  | Voti      | %     | Seggi  | Seggi  |
| Liste                                                                       | Candidati                  | Voti      | %     | Camera | Senato |
| --------------------------------------------------------------------------- | -------------------------- | --------- | ----- | ------ | ------ |
| Movimento Nazionalista Rivoluzionario                                       | Gonzalo Sánchez de Lozada  | 585.890   | 35,56 | 52     | 17     |
| - Azione Democratica Nazionalista - Movimento della Sinistra Rivoluzionaria | Hugo Banzer Suárez         | 346.811   | 21,05 | 35     | 8      |
| Coscienza di Patria                                                         | Carlos Palenque Avilés     | 235.427   | 14,29 | 9      | 1      |
| Unità Civica Solidarietà                                                    | Max Fernández Rojas        | 226.819   | 13,77 | 20     | 1      |
| Movimento Bolivia Libera                                                    | Antonio Araníbar Quiroga   | 88.260    | 5,36  | 7      | -      |
| Alleanza Riformista Boliviana                                               | Casiano Ancalle Choque     | 30.864    | 1,87  | 1      | -      |
| Alternativa del Socialismo Democratico                                      | Jerjes Justiniano Talavera | 30.286    | 1,84  | 1      | -      |
| Avanguardia Rivoluzionaria 9 Aprile                                         | Carlos Serrate Reich       | 21.100    | 1,28  | -      | -      |
| Falange Socialista Boliviana                                                | Mario Serrate Paz          | 20.947    | 1,27  | -      | -      |
| Convergenza Patriottica                                                     | Félix Cárdenas Aguilar     | 18.123    | 1,10  | 1      | -      |
| Sinistra Unita (include Partito Socialista-1)                               | Ramiro Velasco Romero      | 16.137    | 0,98  | -      | -      |
| Movimento Catarista Nazionale                                               | Fernando Untoja Choque     | 12.681    | 0,77  | -      | -      |
| Organizzazione Sociale degli Indipendenti                                   | Óscar Bonifáz Gutiérrez    | 8.096     | 0,49  | -      | -      |
| Movimento Federalista Democratico                                           | Carlos Valverde Barbery    | 6.269     | 0,38  | -      | -      |
| Totale                                                                      | Totale                     | 1.647.710 |       | 130    | 27     |

- Sono considerati i dati trasmessi al Congresso.